# Projekt 667BDR Kalmar
Projekt 667BDR Kalmar (ryska: Кальмар, tioarmad bläckfisk) eller Delta III-klassen var ett stort steg framåt för den sovjetiska krigssmakten. Den var den första ubåten som kunde avfyra alla sina ballistiska robotar på en gång. Dessa robotar var även först i världen med att bära mer än en kärnstridsspets (MIRV). Kalmar-klassen hade också fått ett nytt styrsystem till sina torpeder som, när det lanserades, ansågs vara ett av världens bästa. Allt detta gjorde att Kalmar-klassen ansågs vara extremt slagkraftig och kom att bli ett stort hot för Natos styrkor.
Den första ubåten ur klassen togs i bruk 1976 och totalt byggdes 14 ubåtar varav minst fem stycken fortfarande tjänstgör i den ryska flottan. Ett flertal av de ubåtar som nu[när?] tjänstgör låg länge i den ryska marinreserven. Att man åter tog dessa i bruk i början av 2000-talet tros vara brist på nya ubåtar då bland annat arbetet med Rysslands nya strategiska ubåtsklass, Borej-klassen, hade dragit ut på tiden. Det är planerat att Kalmar-klassen ska tas ur tjänst inom de närmsta åren för att ersättas av den nyare Borej-klassen.[uppföljning saknas]